# Simmental française
Pour les articles homonymes, voir Simmental (homonymie).
La simmental française est une race bovine française. Il s'agit d'une race mixte (lait-viande) au même titre que la montbéliarde avec laquelle elle partage les mêmes sources génétiques.

## Origine

### Historique
Cette race fait partie de la grande famille des pie rouge des montagnes. Des populations bovines ont été importées dans le Jura français au début du XIXe siècle en provenance de la vallée du Simmental dans l'Oberland bernois ; ces arrivées ont duré jusqu'au début du XXe siècle. La race pie rouge a absorbé plusieurs races locales qui ont disparu ; il s'agit des races fémeline, bressane, gessienne, race du Bugey, tachetée dauphinoise et Simmental d'Alsace. Elle occupait une aire géographique superposée à celle de la montbéliarde. Cette dernière a été tôt sélectionnée selon des critères de production laitière et a fait perdre des « parts de marché » à la simmental.
Son livre généalogique date de 1930, sous le nom de pie rouge de l'est. Elle a reçu l'influence génétique de simmental suisse depuis les années 1950 et de fleckvieh allemande depuis les années 1980. Les éleveurs bénéficient de semence de taureaux disponible en insémination artificielle et de la cryoconservation de sperme et d'embryons.

### Géographique
Initialement élevée en Franche-Comté, elle s'est développée au sud du Massif central, en Bourgogne (Côte d'Or) ainsi que dans le département de la Haute Marne. Ses effectifs atteignaient 35 000 animaux en 2000  et 40 000 en 2019. Avec la race aubrac, elle est inscrite dans le cahier des charges du fromage AOP laguiole dans le nord de l'Aveyron, entraînant une augmentation dans cette région ; avec la race montbéliarde, elle est également inscrite dans le cahier des charges du fromage AOP comté. Dans le monde, l'effectif des races apparentées simmental atteint 40 millions de têtes, réparties dans tous les continents.

### Dénomination
Arrivée en France sous le nom de simmental, la race suisse absorbe diverses races françaises, donnant la race pie rouge de l'est. Une tentative avortée de la fusionner avec montbéliarde et abondance aboutit au remplacement de son nom par tachetée de l'est. En 1990, pour signaler son appartenance à la grande famille simmental mondiale, elle prend le nom de simmental française.

## Morphologie

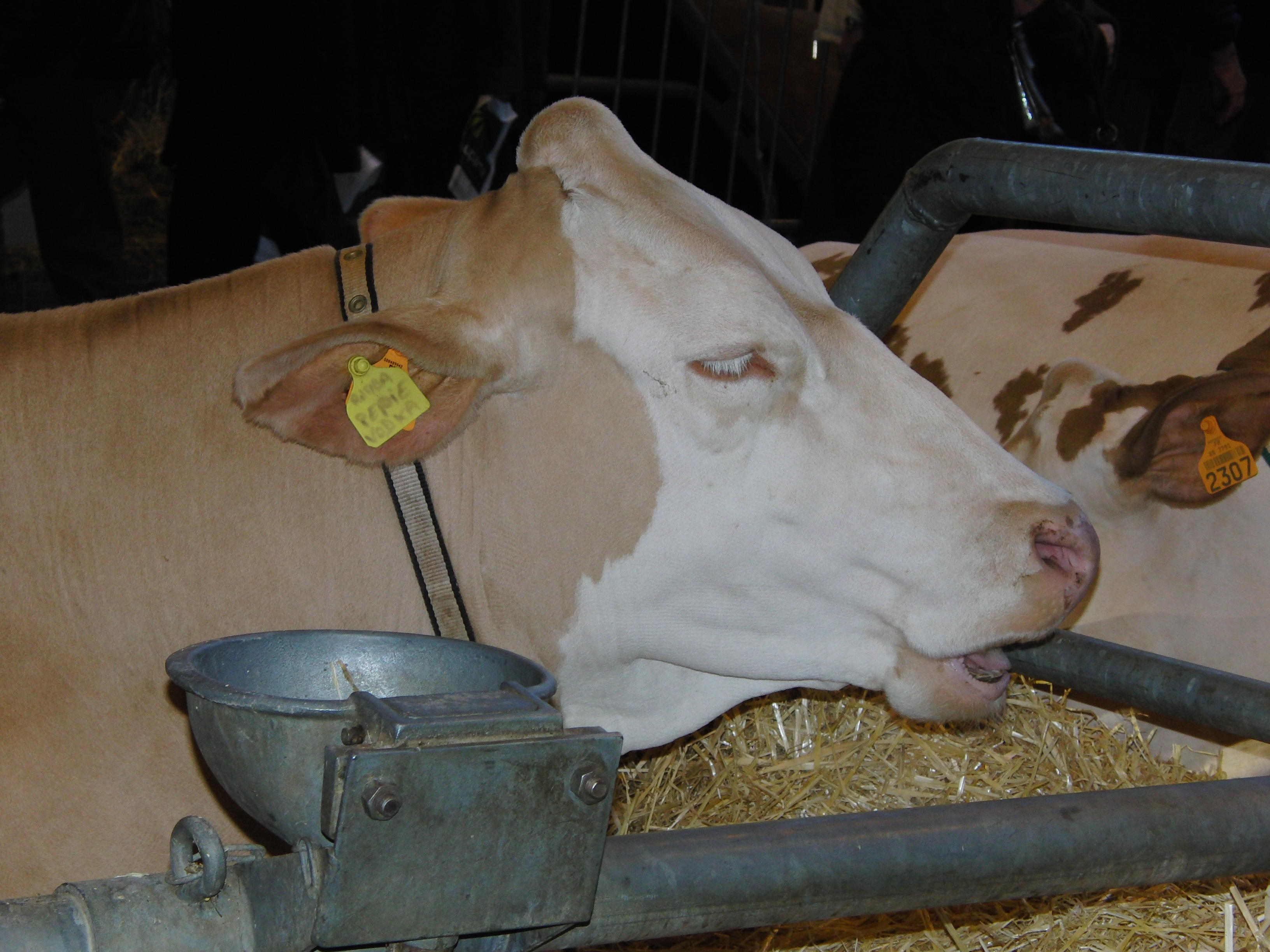
Tête de simmental française au salon de l'agriculture 2010.

Elle porte une robe pie-rouge avec des taches rouge clair, voire blondes, qui couvrent presque la totalité des flancs et du dos. La tête, le ventre et les pattes sont généralement blancs. Elle mesure 155 cm au garrot pour 1 100 kg chez le mâle et 141 cm pour 750 kg chez la femelle.
C'est une race musclée et à la mamelle bien développée et conformée.

## Aptitude
Cette race est classée mixte. Elle produit 6 400 kg de lait par lactation au taux butyreux de 4,0 % et au taux protéique de 3,3 %, bonne proportion pour l'élaboration de fromage. Elle participe à l'élaboration des fromages AOC : Comté, Mont d'or, Morbier et bleu de Gex dans le massif du Jura, et Laguiole dans le Massif Central. Si la race est originaire du premier massif cité, elle y subit la concurrence de l'omniprésente montbéliarde, et est plus présente dans le second.
Outre la qualité de sa production, des qualités d'élevage sont intéressantes pour les producteurs. Le taux de cellules microbiennes lié à une mammite est plus faible en comparaison avec quatre autres grandes races laitières ou mixtes : prim'Holstein, brune, montbéliarde et normande. L'intervalle entre deux vêlages est également le plus court en comparaison aux mêmes races et leur longévité est supérieure. Ces éléments permettent un taux de renouvellement annuel plus faible, donc un nombre de veaux et génisses à vendre plus élevé. Enfin, elle est apte à ingurgiter de grandes quantités de fourrage grossier, permettant de valoriser des zones herbagères médiocres.
La bonne valorisation de sa carcasse la classe dans les races mixtes. Les vaches de réforme et les taurillons donnent des carcasses d'un poids moyen proche de 400 kg, bien notées en boucherie : bonne conformation et rendement en viande, et les veaux de trois semaines sont vendus plus chers que ceux d'autres races laitières. Elle est très peu utilisée en croisement avec une race à viande.
Aux États-Unis, elle est élevée exclusivement pour sa viande.

## Sélection
La simmental est réputée pour la richesse de son lait en protéines et matières grasses. Leur proportion est excellente pour la production fromagère. Le programme de sélection est mené de manière à accroître la production tout en conservant une bonne composition du lait. Entre 1989 et 2012, la quantité annuelle moyenne de lait est passée de 4 500 à 6 000 kg.

## Sources